# Lörinc Schlauch
Lörinc Schlauch, romunski rimskokatoliški duhovnik, škof in kardinal, * 27. marec 1824, Uj-Arad, † 10. julij 1902.

## Življenjepis
3. aprila 1847 je prejel duhovniško posvečenje.
25. julija 1873 je bil imenovan za škofa Satu Mara; 21. septembra istega leta je prejel škofovsko posvečenje. 
26. maja 1887 je bil imenovan za nadškofa Oradea Mara.
12. junija 1893 je bil povzdignjen v kardinala in imenovan za kardinal-duhovnika S. Girolamo dei Croati (degli Schiavoni).